# Pimpernötssläktet
Pimpernötssläktet (Staphylea) är ett släkte i familjen näveväxter med omkring 10 arter. De förekommer i nordligt tempererade områden och har typiskt arcto-tertiär utbredning. I Sverige förekommer inga arter som vildväxande, men några odlas i trädgårdar.
Släktet består av lövfällande, små träd eller buskar. Bladen är udda parbladiga, oftast med 3 eller 5 småblad, stiplerna är kortlivade och faller snart. Bladskivorna är ovala till elliptiska, kala eller ibland något ludna, kanterna är tandade till dubbeltandade. Blomställningen är en vippa eller en klase, vanligtvis toppställd. Blommorna är tvåkönade. Foderbladen är fem, likstora, överlappande. Kronbladen är fem, lika långa som foderbladen eller något längre, vita, gula eller röda. Ståndarna är fem. Karpellerna är två eller tre med flera fröämne var. Frukten är en kapsel ofta uppblåst, uppsprickande i toppen. Frön lysande gula till bruna.

### Webbkällor
- Svensk Kulturväxtdatabas
- Flora of China - Staphylea